# Geographische Kunstschule
Die Geographische Kunstschule am Brauhausberg in Potsdam wurde am 14. Juli 1838 zur Errichtung genehmigt und am 1. April 1839 von  Heinrich Berghaus (1797–1884) auf dem 1838 erworbenen Grundstück an der Schützenstraße (heute Max-Planck-Straße) eröffnet und in der Alexander von Humboldt (1769–1859) mitwirkte.
Der erste Stipendiat wurde 1839 durch Friedrich Wilhelm III. (Preußen) (1770–1840). Im Laufe der Jahre wurden zahlreiche Arbeiten veröffentlicht.

## Veröffentlichungen
- 1839: Erdkarte zur Ubersicht der Vertheilung des Starren und Flussigen[6]
- 1840: Botanisch-Geographisch-Statistische Karte von Europa[7]
- Sammlung hydrographisch-physikalischer Karten der preußischen Seefahrer (Berlin 1840 f.)

## Schüler
- 1839–1844: August Petermann (1822–1878), Henry Lange (1821–1893), Kartograf[8], Otto Göcke (der ein Jahr später an Tuberkulose starb)
- 1844–1847: Amandus Sturmhöfel, Theodor Schilling
- 1845–1850: Hermann Berghaus (1828–1890), Kartograf[9]